# Березина (Новороздільська міська громада)
Берéзина — село, розташоване у Стрийському районі Львівської області, на лівому березі річки Дністер, а також на річці Колодниці.

## Назва
За легендою, у часи монголо-татарської навали у 1240-х роках в цій місцині знайшла прихисток громада втікачів-горян. На березі Дністра, де вони замешкали, ріс березовий гай. Саме від нього пішло і найменування села. Легенда знайшла втілення у гербі села, на ньому зображений березовий гай на березі річки.
Хоча, ще значно раніше, у IX-X ст. зовсім неподалік, за 10 км від сучасної території Березини знаходилась столиця давнослов'янського племені білих хорватів — Стільське городище. А на річці Колодниці, яка в Березині впадає у Дністер, була система споруд, зведена давніми будівничими, завдяки яким здійснювався рух річкових суден вниз по течії річки до Дністра та у зворотному напрямку. Тож, цілком можливо, що перші поселення на території села могли виникнути ще в ті часи.

## Географія
Село Березина знаходиться у північній частині Стрийського району Львівської області на лівому березі річки Дністер.
Вигідне географічне розташування сприяє розвитку села. Через Березину проходить міжобласна траса Львів –Івано-Франківськ, що має державне значення. Крім цього, через село проходить транспортне сполучення на міста Новий Розділ, Жидачів, Ходорів, Дрогобич, Стрий, Миколаїв.
Відстань від Березини до районного центру 11 км, до найближчого міста (Новий Розділ) — 5 км, до залізничної станції Миколаїв-Дністровський — 9 км, до обласного центру 48 км.
Протяжність села із заходу на схід — більш як 12 км, з півдня на північ — близько 3 км. Географічні координати 49° пн. ш. 24° сх. д. Середня висота над рівнем моря 295 м.
На півночі село межує з смт Розділ, на заході з с. Крупсько, на півдні через Дністер з с. Київець, та с. Дем'янка Наддністрянська і с. Заріччя Жидачівського району, на сході — з селами Берездівці і Підгірці та з містом Новий Розділ.
Через Березину протікає річка Дністер, та її ліва притока річка Колодниця. Під час повеней сінокоси, пасовища і поля в урочищах «Вигін», «Зруб», «Переддем'янка», «Паша», «Прибочищі» затоплюються водами Дністра та Колодниці. Інколи підтоплюються і житлові будинки в районі «старого села» і вздовж Колодниці.
Клімат села помірно-континентальний з високою вологістю, та частими туманами.
Рельєф села рівнинний за винятком штучних горів, що виникли внаслідок добування сірки відкритим способом. Разом з відпрацьованими кар'єрами ці гори, так звані в селі «дамби», займають більше 600 гектарів. «Дамби» окультурені під сінокоси і пасовища. На схилах кар'єрів, званих в селі «гори», наприкінці 70-х на початку 80-х років минулого століття кафедрою лісівництва Львівського сільськогосподарського інституту висаджено ліс, який зараз сильно знищено.
Значна частина виробничих потужностей Роздільського гірничо-збагачувального комбінату та суміжних до нього підприємств також розташована на березинських землях. До них проведена залізнична колія, що проходить по мосту через Дністер в районі «Переддем'янки». Але на більшості з цих підприємств зараз не ведеться господарської діяльності, а землі забруднені відходами сірчаного виробництва. Також в Березині є комбікормовий завод, пекарня, ферма. 
Умовно Березину можна розділити на кілька мікрорайонів. «Старе село» — це вулиці: Шевченка, Зацерковна, Шептицького, Садова, Дністровська, Незалежності, Пастівник, частина Січових Стрільців та Коцюбинського. Інший район: центральна частина села — це вулиці: Січових Стрільців(від цвинтаря до кільця), Шкільна, Залізняка, частина Коцюбинського. Третій мікрорайон на «Піскові» це вулиці, Нова, Гонти і Мазепи, які в даний час забудовуються. Четвертий — це толока, а саме вулиці: Грушевського, Спортивна, Франка, Івасюка, Січових Стрільців (від кільця до Роздолу) та Задвірна. Головною і найдовшою вулицею Березини є вул. Січових Стрільців. Починається вона від моста і простягається понад 2 км до межі селища Розділ.

## Історія

### Від заснування до Хмельниччини
Вперше у документах Березину згадано 7 серпня 1439 року, тоді про село йшлося у грамоті Львівського земського суду. А за тридцять років, у 1469-му, Березина потрапила у перепис королівських маєтків Руського воєводства. Це село, як і сусіднє Крупсько згодом входило до земель шляхтича Миколи Чернейовського. У податковому реєстрі 1515 року в селі документується піп (отже, уже тоді була церква), млин, а село було спалене волохами і татарами.
У 1590 власником села став його родич Іван Чернейовський. Після занепаду цієї династії, Березина перейшла до Жевуських, а тоді належала роду Лянцкоронських.
У 1648 році в ході національно-визвольної війни під проводом Богдана Хмельницького неподалік від Березини перебували частини козацьких військ. Разом з ними і деякі селяни брали участь в облозі Роздільського замку.

### Під австрійською владою
Одразу після входження Східної Галичини до Австрійської імперії, наприкінці XVIII сторіччя у Березині було 50 дворів та, будована із ялинового дерева, греко-католицька церква Покрови Пресвятої Богородиці.
На честь скасування кріпацтва 1848 року у селі встановлено великий хрест, який стоїть до сьогодні. А ще напередодні цієї події у 1844 році в Березині відкрито «філійну» (допоміжну) школу, де навчали польською мовою. У 1875 році набула статусу повноцінної «статової». А у 1897 році навчання у школі почали вести і українською мовою.

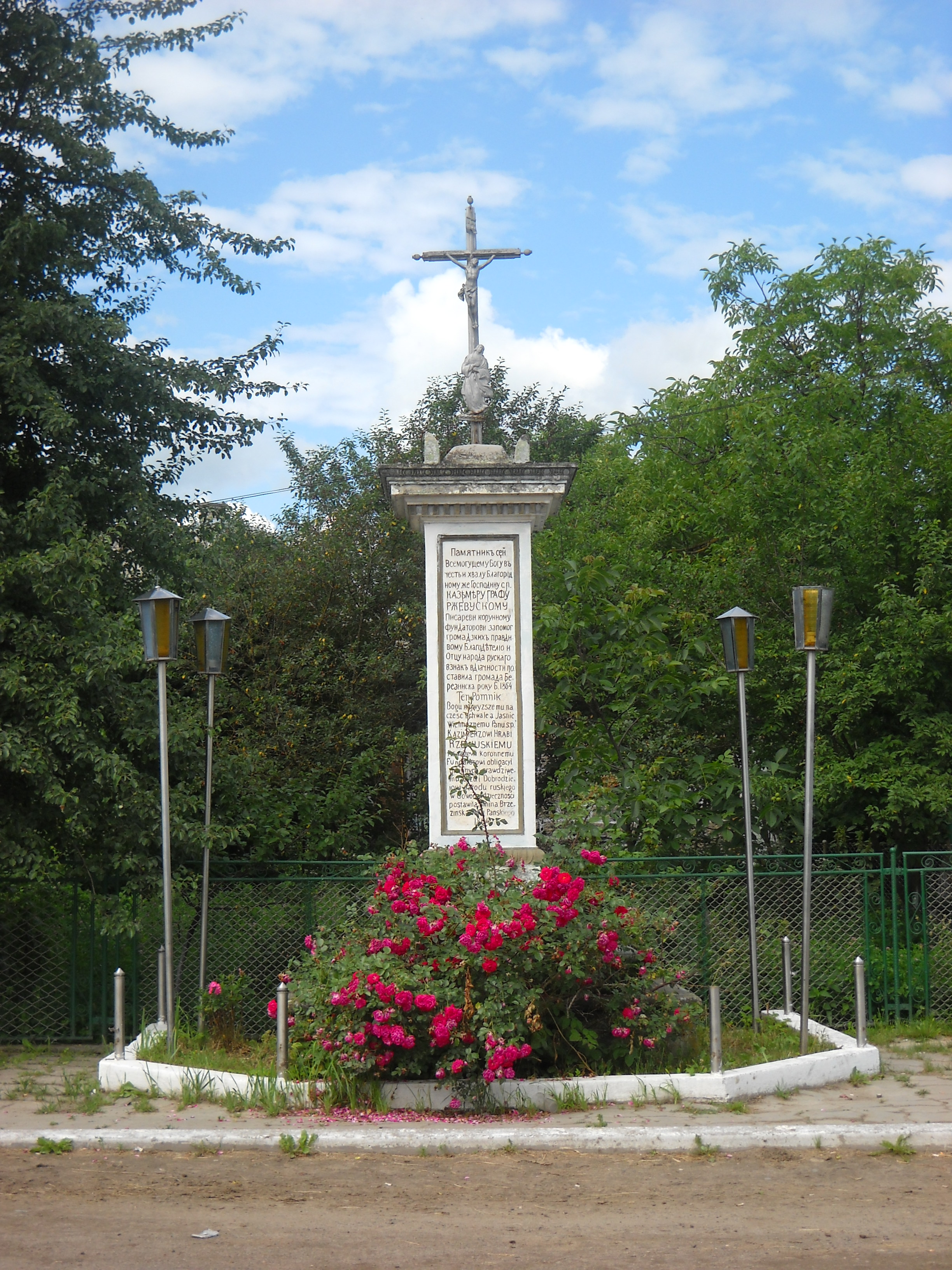
Пам'ятник графу Казимиру Жевуському від громади села Березина

Виглядає, що березинці жили у згоді зі своїми панами, бо навіть після скасування кріпацтва у 1864 році в Березині постав пам'ятний знак-подяка сільському панові Казимиру Жевуському. На ньому написано таке:
| «Пам'ятник сей всемогущому Казьмиру Графу Ржевуцькому, писареви корунному, Фундаторови запомог громадзкихь, правдивому Благодателю и Отцу народа рускаго взнакь вдячности поставила громада Березинська Року Б. 1864»Оригінальний текст (пол.) Ten Pomnik Bogu najwyższe mu na cześć i chwale a Jasnic Wielmożnemu Panu s.p. Kazimierzowi Hrabi Rzewuskiemu pisarzowi koronnemu Fundatorowi obligacyj gminnych prawdziwemu Ojcu Dobrodziejowi narodu ruskiego w dowód wdzięczności postawiła gmina Brzezińska roku Pańskiego, 1864. |
Наприкінці століття, у 1880 році, австрійська влада провела перепис і за його даними у Березині на той час проживало 803 українці, 172 поляки і 92 євреї.

### Від початку до середини XX сторіччя
Почалось століття для Березини з заснування читальні «Просвіти» у першому ж 1900-му році. До не одразу ввійшли 66 осіб, а очолив читальню місцевий греко-католицький парох села А. Юркевич. Поширення освіти й збільшення народжуваності у селі сприяли тому, що вже через 6 років до читальні ходило 115 постійних відвідувачів. За переписом того 1906 року в Березині мешкало 1204 українці, 201 поляк та 25 євреїв.
Під час Першої світової війни 30 жителів Березини пішли на війну у складі австрійського війська. Десятеро з них ввійшли до січових стрільців, а опісля проголошення ЗУНР бійці ввійшли до складу Української галицької армії.
У 1918 році в околицях сусіднього з Березиною села Київець відбулось зіткнення усусусів з російськими військами. Коли бій завершився, полеглих поховали на цвинтарі у Березині в трьох окремих могилах: в одній — січових стрільців, другій — православних вояків російської армії, а третій — вояків-мусульман, які билися на боці Росії. 22 жовтня 1989 року селяни впорядкували могилу січових стрільців і встановили над нею пам'ятний знак — хрест-тризуб.
Після провалу українських визвольних змагань й приходу до влади поляків, у березинській школі з 1925 року почали викладати усі предмети тільки польською мовою. Утім від цього українська громада Березини не знітилась, а 1934 року за ініціативи греко-католицького священика отця Василя Вірчака почала будувати новий мурований храм замість старого дерев'яного. Допоміг будівництву греко-католицької церкви і польський граф К. Лянцкоронський. Після внесеної суми, він запропонував збільшии свій внесок за умови, що вівтар храму буде виконаний у католицьких традиціях, однак селяни відмовились. Новий храм почав діяти з 1938 року, а його розпис був завершений у 1953-му. На місці ж старої дерев'яної Покровської церкви березинці встановили капличку.
Ще напередодні Другої світової війни селяни Березини разом з мешканцями сусідніх населених пунктів організували бунт. Вони роззброїли усіх жандармів і прогнали їх із своїх сіл. Однак повстання чере свою неорганізованість швидко зазнало поразки, а усі його учасники були жорстоко покарані польською владою.
У 1939 році після приходу в село радянської влади, у селі закрито польську школу і читальню «Просвіти». Замість останньої організовано клуб. Водночас розпочалася мобілізація березинців, майже сотня з них була покликані до радянського війська, 19 селян загинуло, а ще троє — повернулися додому покаліченими.
Та внаслідок раптової атаки німців радянське військо було змушене покинути територію Галичини. Натомість 29 червня 1941 року до села Березина вступило німецьке військо. Нова влада відновила фільварок, а 40 молодих березинців вивезла на примусові роботи до Німеччини. Під час німецької окупації у селі репресовано єврейську громаду, після війни у Березині не залишилося жодного представника цієї нацменшини.
Реакцією на політику нацистів було виникнення і пожвавлення підпільного руху. Як і мешканці багатьох інших сіл, березинці почали входити до українських повстанців. Протягом 1942–1949 у лавах УПА побувало 40 жителів села, 25 з них віддали своє життя за Україну. Після відходу німців УПА продовжила боротьбу з більшовиками. Сутички повстанців з радянською владою, яка повернулася до Березини, були особливо запеклими. Під час однієї з вилазок упівцям вдалося спалити сільську моторно-тракторну станцію.
Та репресивними методами радянській владі поступово вдалося придушити діяльність підпілля. Щоб не потрапити до рук ворогоа, поранені бійці УПА часто заподіювали собі смерть. У 1945 році вояк Української повстанської армії — місцевий житель, оточений енкаведистами, стрибнув у крижану воду Дністра. Протягом 1945—1950 років у бою з НКВД загинуло 25 молодих хлопців і дівчат з Березини, декілька з них коли закінчувались патрони підривався гранатою, щоб не датися ворогові живим в руки. Також здійснювалися репресії щодо мирного населення. З Березини до Сибіру було вивезено аж 17 сімей. Найвагомішою для селян стала втрата пароха отця Василя Вірчака — його вивезено до Сибіру 1950 року за те, що «відправляв панахиди на могилі січових стрільців, вінчав і хрестив дітей із сімей УПА, не визнав Львівського собору 1946 року, служив літургії в греко-католицькому обряді».

### Під совітами
Паралельно з боротьбою проти повстанців комуністична влада влаштувала у селі колгосп, а у дворах вивезених селян — тваринницькі ферми. Водночас відновлено діяльність школи, з початкової вона набула статусу семирічної, а з 1968-го і восьмирічної. У 1985 році в селі збудовано дитячий садок.
У серпні 1962 року Березину, без відома її мешканців, приєднано до Роздолу й село перестало існувати як самостійна адміністративна одиниця. Велику частину його земель вилучено СРСР під кар'єри сірки для потреб нового великого заводу. Того ж року у Березині закрито церкву, а бібліотеку сільської читальні передано до Роздолу. Щоправда Покровський храм селяни не дали перетворити на склад чи ферму, як це часто робили голови колгоспів по селах. У Березині ж церква стояла пусткою, селяни час до часу навідувались до неї і прибирали приміщення.
У 1988 році 5 листопада відбувся збір села за участю до 500 осіб. Березинці вирішили боротися за відновлення історичної назви села в старих межах, і відкриття церкви Покрови Пресвятої Богородиці. А вже 18 лютого 1989 року у церкві відправлено першу офіційно дозволену радянською владою літургію.

### Березина в часи незалежності України

Пам'ятник Іванові Франку

Намагання селян відновити існування села в старих межах були довершені 7 лютого 1991 року. Тоді виконавчий комітет Львівської обласної ради вніс зміни до адміністративно-територіального устрою Миколаївського району і утворив Березинську сільську раду з центром в селі Березина.
Того ж 1991 року березинська школа з дев'ятирічної стала середньою. У 1992–1993 в Березині розпочато будівництво громадського центру, куди має увійти будинок «Просвіти». Та це будівництво донині залишається незавершеним.
23 серпня 1992 року в селі урочисто відкрито пам'ятник воїнам УПА. А 13 жовтня 1996 року з нагоди 140-річчя від дня народження Івана Франка йому було встановлено і освячено пам'ятник біля школи. У 2000 році в Березині освячено другий храм УПЦ КП. Його зводили у селі з 1998 року.
У 2009 році в Березині святкували 570-ту річницю з часу першої письмової згадки про село. В рамках святкувань 9 серпня було посвячено фігуру Пресвятої Богородиці на території церкви.
З 2016 року в травні  на березі Дністра в Березині традиційно проходить фестиваль «Небу-ХАЙ!». Учасники свята живуть у наметах, беруть участь у різноманітних спортивних атракціях, слухають якісну музику та відвідують цікаві майстер-класи.
З 2017 року  в Березині щорічно відбуваються святкування дня села — «Березинські фестини». В програмі заходів:  сплав по Дністрі, різноманітні конкурси, танцювальні майстер-класи, виступи хорових колективів, частування кулішем та багато іншого.
25 серпня 2019 року в Березині відкрили Культурно-просвітницький центр. Будівництво об’єкту розпочалося у 2018 році за кошти державного фонду регіонального розвитку та кошти місцевих бюджетів.
Нині в селі проживає 2127 осіб, територія села 2580 тис. м², щільність населення (осіб/км²): 824.420.

## Населення
За даними перепису населення 2001 року у селі проживали 2127 осіб.
Рідною мовою назвали:
| Мова       | Кількість осіб | Відсоток |
| ---------- | -------------- | -------- |
| українська | 2112           | 99,29 %  |
| російська  | 10             | 0,47 %   |
| білоруська | 3              | 0,14 %   |
| угорська   | 1              | 0,05 %   |
| інші       | 1              | 0,05 %   |

## Історичні та культурні пам'ятки Березини
- Пам'ятник Іванові Яковичу Франку на території школи
- Пам'ятник воїнам УПА в центрі на кільці
- Пам'ятний знак про скасування панщини
- Пам'ятник графові Казимиру Жевуському
- Пам'ятник Січовим Стрільцям на старому цвинтарі
- Церква Покрови Пресвятої Богородиці
- Каплиця, що стоїть на місці старої церкви
- Церква Вознесіння Господнього
- Фігура Пресвятої Богородиці

## Фестиваль «Небу-ХАЙ!»
27-29 травня 2016 року в Березині на березі Дністра проходив вільний від алкоголю Фестиваль «Небу-ХАЙ». В рамках програми фестивалю відбувалися різноманітні спортивні заходи (змагання з канополо, змагання з ножового бою, змагання з паркуру, регати 10-місних катамаранів, спортивні квести, слалом тощо), а також насичена концертна програма. За словами організаторів фестивалю, львівського тур-клубу «Манівці», такий захід проходитиме в Березині щорічно.

## Політика
Голова сільської ради — Лавро Олег Олександрович, 1971 року народження, вперше обраний у 2006 році, безпартійний.
До складу Березинської сільської ради входить 16 депутатів обраних шляхом самовисування.
На виборах у селі Березина працює окрема виборча дільниця, розташована в приміщенні школи. Результати виборів:
- Парламентські вибори 2002: зареєстровано 1468 виборців, явка 74,11 %, найбільше голосів віддано за Блок Віктора Ющенка «Наша Україна» — 72,79 %, за Блок Юлії Тимошенко — 9,74 %, за СДПУ (о) — 2,02 %. В одномандатному окрузі найбільше голосів отримав Писарчук Петро Іванович (самовисування) — 48,16 %, за Мельника Леоніда Івановича (НУ) — 36,31 %, за Хобзея Миколу Кузьмича (За єдину Україну!) — 5,70 %[9].
- Вибори Президента України 2004 (третій тур): зареєстровано 1507 виборців, явка 88,06 %, з них за Віктора Ющенка — 96,08 %, за Віктора Януковича — 2,41 %[10].
- Парламентські вибори 2006: зареєстровано 1529 виборців, явка 80,05 %, найбільше голосів віддано за блок «Наша Україна» — 42,89 %, за Блок Юлії Тимошенко — 36,85 %, за Громадянський блок «Пора—ПРП» — 3,51 %[11].
- Парламентські вибори 2007: зареєстровано 1454 виборці, явка 76,82 %, найбільше голосів віддано за Блок Юлії Тимошенко — 60,88 %, за Блок «Наша Україна — Народна самооборона» — 29,36 %, за Партію регіонів — 1,97 %[12].
- Вибори Президента України 2010 (перший тур): зареєстрований 1504 виборці, явка 75,86 %, найбільше голосів віддано за Юлію Тимошенко — 43,38 %, за Віктора Ющенка — 26,82 %, за Арсенія Яценюка — 12,27 %[13].

| Парламентські вибори 2012, результати голосування | Парламентські вибори 2012, результати голосування | Парламентські вибори 2012, результати голосування | Парламентські вибори 2012, результати голосування | Парламентські вибори 2012, результати голосування |
| ------------------------------------------------- | ------------------------------------------------- | ------------------------------------------------- | ------------------------------------------------- | ------------------------------------------------- |
|                                                   |                                                   |                                                   |                                                   | віддано голосів                                   |
| ВО «Батьківщина»                                  | ВО «Батьківщина»                                  |                                                   | 381                                               | 381                                               |
| ВО «Свобода»                                      | ВО «Свобода»                                      |                                                   | 365                                               | 365                                               |
| «УДАР»                                            | «УДАР»                                            |                                                   | 98                                                | 98                                                |
| «Партія регіонів»                                 | «Партія регіонів»                                 |                                                   | 21                                                | 21                                                |
| «Наша Україна»                                    | «Наша Україна»                                    |                                                   | 19                                                | 19                                                |
| «Україна — Вперед!»                               | «Україна — Вперед!»                               |                                                   | 10                                                | 10                                                |
| «КПУ»                                             | «КПУ»                                             |                                                   | 6                                                 | 6                                                 |

- Вибори Президента України 2010 (другий тур): зареєстровано 1502 виборці, явка 76,83 %, з них за Юлію Тимошенко — 91,16 %, за Віктора Януковича — 4,42 %[15].
- Парламентські вибори 2012: зареєстровано 1507 виборців, явка 60,78 %, найбільше голосів віддано за Всеукраїнське об'єднання «Батьківщина» — 41,59 %, за Всеукраїнське об'єднання «Свобода» — 39,85 % та партію «УДАР» — 10,70 %[14]. В одномандатному окрузі найбільше голосів отримала Котеляк Лідія Леонідівна (Всеукраїнське об'єднання «Батьківщина») — 40,22 %, за Шкляра Василя Миколайовича («Собор») — 28,97 %, за Батенка Тараса Івановича (самовисування) — 16,86 %[16].

## Відомі уродженці
- Марунчак Андрій Мирославович (1966—2014) — український військовик, сержант, ветеран війни в Афганістані, активіст Помаранчевої революції та Євромайдану, учасник війни на сході України.
- Марунчак Петро Мирославович (1977) — молодший сержант Збройних сил України. Брав участь у звільненні Новосвітлівки на Луганщині, під час якого загинув його брат Андрій.